# Sidi Bel Abbès

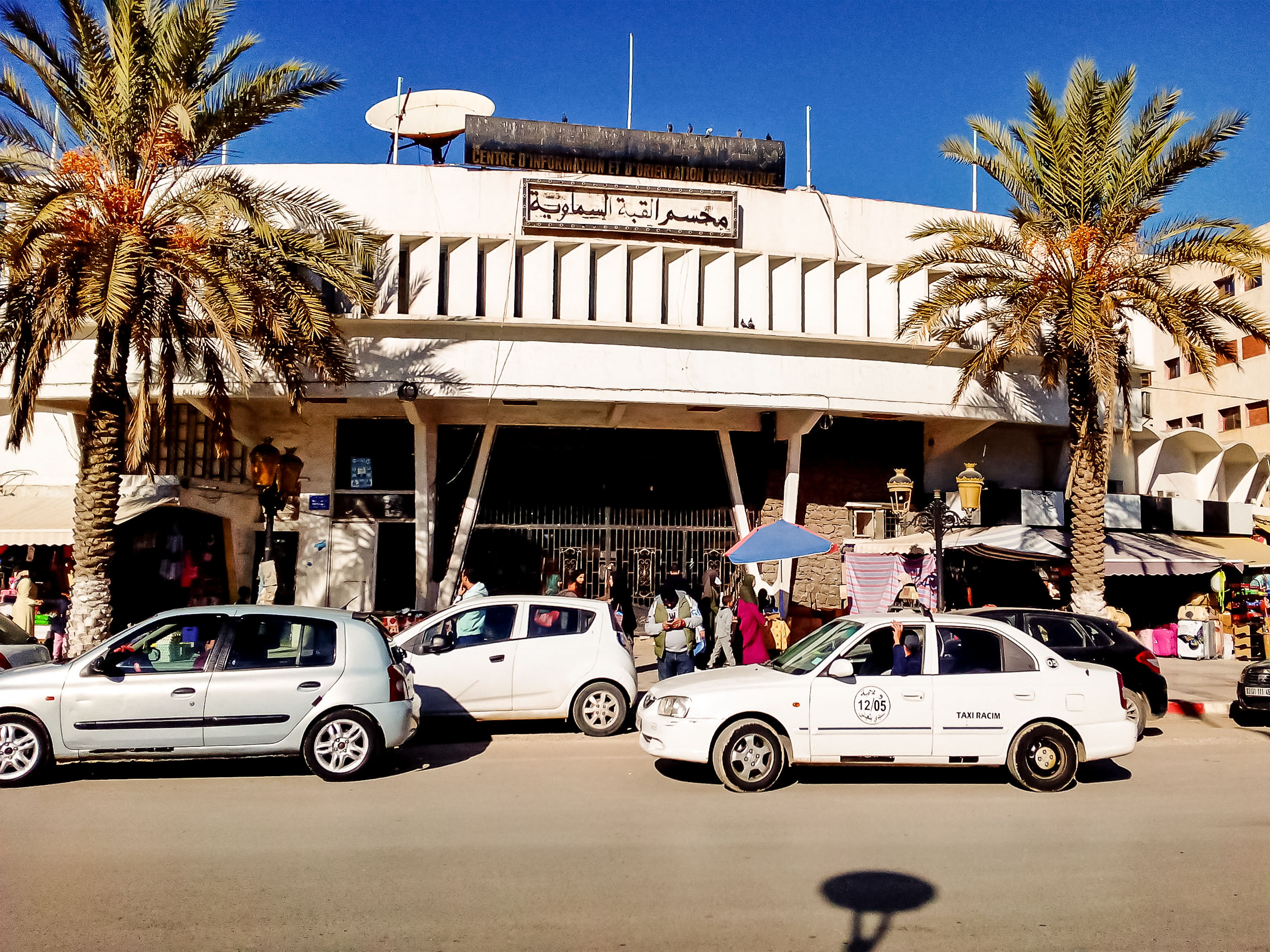
Sidi Bel Abbès

Sidi Bel Abbes (tiếng Ả Rập: سيدي بلعباس) là một thành phố thủ phủ của tỉnh Sidi Bel Abbes của Algérie. Thành phố có tổng diện tích km², trong đó diện tích đất là km², dân số theo ước tính năm 2005 là 208.498 người. Đây là thành phố lớn thứ 10 Algérie.